# ستيفان هوندستروب
ستيفان هوندستروب (بالدنماركية: Stefan Hundstrup)‏ مواليد 30 يونيو 1986 في سفينبورغ، هو لاعب كرة يد دانمركي يلعب كجناح أيسر. يلعب حاليا في الدوري الدنماركي لكرة اليد. مثل منتخب الدنمارك لكرة اليد.

## روابط خارجية
- ستيفان هوندستروب على موقع الاتحاد الأوروبي لكرة اليد (الإنجليزية)